# Widerstands-Transistor-Logik

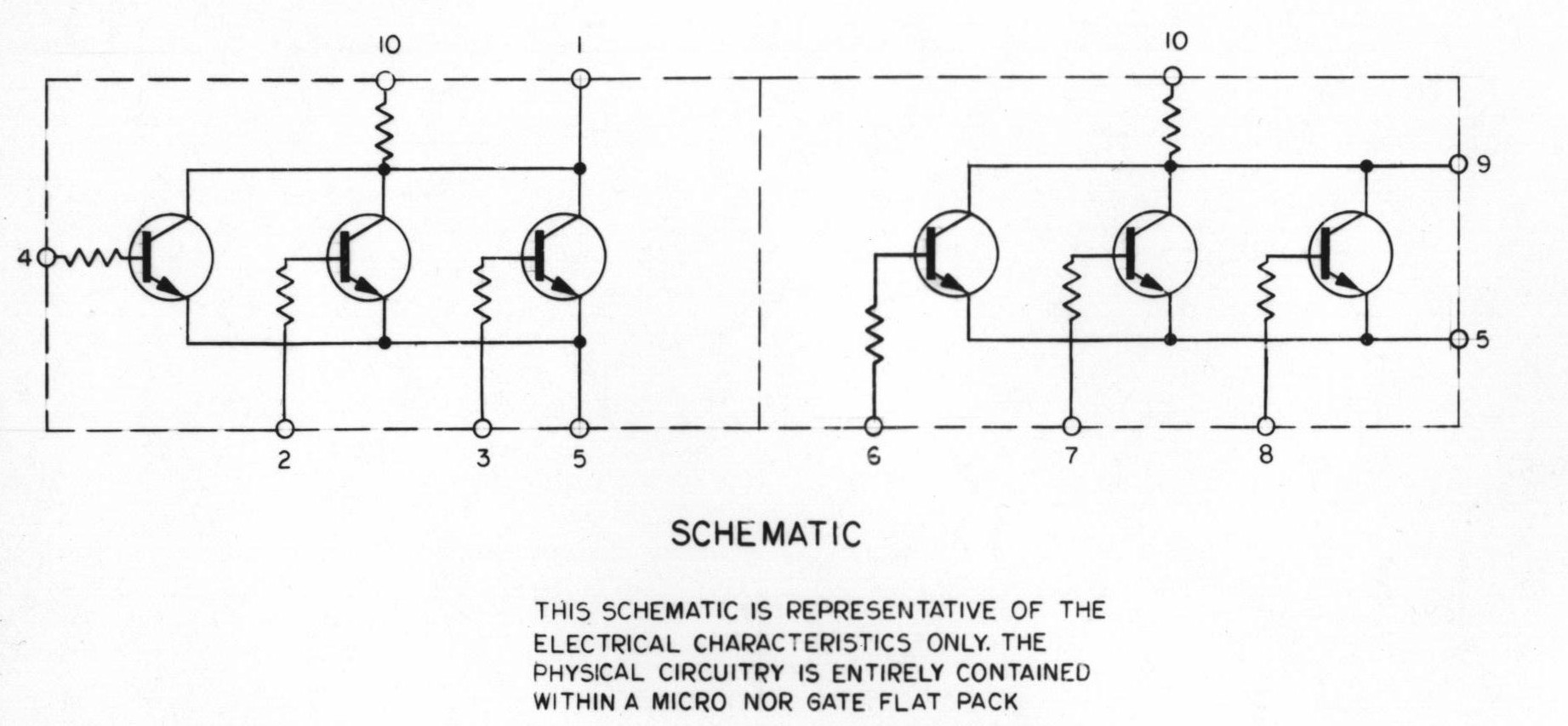
Schaltung: 2 NOR mit je 3 Eingängen (1965)

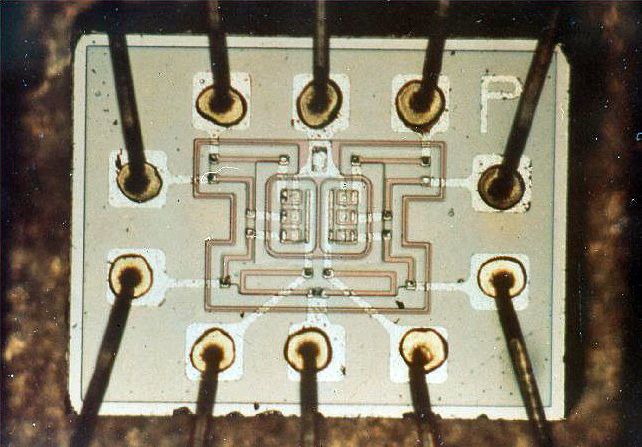
Bild eines Dies: 2 NOR-Gatter

Die Widerstands-Transistor-Logik, englisch resistor transistor logic (RTL), ist eine heute nicht mehr verwendete Logikfamilie aus der Elektronik.
Logikgatter und Funktionen wurden durch die Verknüpfung von Widerständen und anschließender Verstärkung durch Bipolartransistoren realisiert. Der Ausgang dieser Schaltungen kann nur drei Eingänge von weiteren Schaltungen ansteuern, bei den TTL-Gattern sind es dagegen ca. zehn. Dieser maximal mögliche Verzweigungsgrad wird als Fan-Out bezeichnet.
Die RTL war die erste Form digitaler elektronischer Schaltungen, die in den 1950er Jahren von Texas Instruments speziell zum Einsatz in der Feldseismik entwickelt wurde. Das Massachusetts Institute of Technology (MIT) entwarf mit dieser Technik den Apollo Guidance Computer, der an Bord der Apollo-Raumschiffe eingesetzt wurde.

## Aufbau

Aufbau eines NOR-Gatters in RTL-Technik

Das Schaltbild rechts zeigt eine NOR-Verknüpfung mit zwei Eingängen vom Typ MC717. Es weist eine Verlustleistung PV von 5 mW und eine Laufzeit tpd von 25 ns auf.
Liegt auf einem Eingang U1 oder U2 High-Pegel an, so wird der entsprechende Transistor leitend und dadurch der Ausgang auf Low-Pegel geschaltet. Jedem Eingang ist ein Transistor zugeordnet, die Transistoren teilen sich einen gemeinsamen Kollektor-Widerstand Rc. Deshalb hängt die Ausgangsspannung Ua stark von der Belastung des Ausgangs ab, woraus ein niedriger Fan-Out resultiert. Die Transistoren werden wegen der niederohmigen Basis-Widerstände R1 und R2 im gesättigten Zustand geschaltet. Dadurch sind die Schaltzeiten relativ lang, dafür ist die Anordnung gegen Exemplarstreuungen der Transistoren unempfindlich, da die Transistoren auch bei geringer Verstärkung leitend werden.
Wegen der beschriebenen Nachteile werden RTL-Schaltungen in der Industrie so gut wie nicht mehr eingesetzt. So wurde bereits Anfang der 1960er Jahre die etwas schnellere Widerstands-Kondensator-Transistor-Logik (RCTL) von Fairchild Semiconductor eingeführt. Verdrängt wurde sie jedoch vor allem durch die Transistor-Transistor-Logik (TTL), die ebenfalls Anfang der 1960er Jahre entwickelt wurde.